# Ryszard Żurek
Ryszard Żurek (ur. 1945) – polski koszykarz, występujący na pozycji obrońcy, multimedalista mistrzostw Polski.

## Osiągnięcia
Drużynowe
- Mistrz Polski (1966, 1969)
- Wicemistrz:
  - Polski (1968)
  - turnieju Wyzwolenia Warszawy (1974)[1]
- Zdobywca pucharu Polski (1968, 1970[2])
- Finalista pucharu Polski (1972)
- Uczestnik rozgrywek:
  - Pucharu Europy Mistrzów Krajowych (1966–1968, 1969/1970[3] – II runda)
  - Europejskiego Pucharu Zdobywców Pucharów (1968/1969, 1970/1971 – ćwierćfinał)
- Awans do I ligi z Legią Warszawa (1973)